# McDonald, Pennsylvania
McDonald är en ort i Allegheny County, och Washington County, i delstaten Pennsylvania. Vid 2010 års folkräkning hade McDonald 2 149 invånare.

## Kända personer från McDonald
- Jay Livingston, kompositör